# Atomino (videogioco)
Atomino è un videogioco rompicapo pubblicato dalla Psygnosis per Amiga, Atari ST, Commodore 64 e MS-DOS nel 1990-1991. Successivamente uscirono anche una versione per Mac OS e un clone non commerciale per Commodore 16.

## Modalità di gioco
Il gioco consiste nel posizionare palline colorate che rappresentano atomi su una griglia invisibile di 7x8 caselle, in modo da formare molecole complete. Ci sono quattro tipi fondamentali di atomi, riconoscibili per il colore e per il numero di elettroni che gli ruotano attorno. Ciascun elettrone permette all'atomo di legarsi a un altro atomo vicino, orizzontalmente o verticalmente, purché anche l'altro abbia un elettrone libero. Se ci sono più atomi vicini disponibili ne viene legato uno a caso, ma il giocatore può cambiare la scelta.
Una molecola è completa quando tutti gli atomi che la compongono hanno impegnati tutti gli elettroni; ad esempio un atomo rosso (2 elettroni) agganciato a due atomi blu (1 elettrone) è una molecola valida. Non sono possibili legami multipli, ad esempio due atomi rossi non possono legarsi due volte direttamente tra loro, ma quattro atomi rossi disposti in quadrato possono formare una catena. Le molecole completate spariscono dallo schermo, liberando spazio. 
Gli atomi da posizionare si accumulano col passare del tempo e sono visibili in una coda a lato dello schermo. Un atomo già posizionato si può sostituire con uno nuovo, ma in tal caso ci si ritroverà a dover posizionare quello vecchio. Se la coda si riempie tutta il giocatore è sconfitto, per cui è necessario pensare in fretta. Per superare un livello bisogna raggiungere un obiettivo, ad esempio completare un certo numero di molecole, ciascuna con una dimensione minima in atomi, e infine svuotare completamente lo schermo. C'è anche una modalità senza livelli, in cui bisogna semplicemente resistere smaltendo gli atomi che arrivano sempre più velocemente.